# Sabiërs
De Sabiërs waren een in de twaalfde en dertiende eeuw verdwenen religieuze gemeenschap die vooral wijdverspreid was in de regio rond Harran en Sumatar in het zuidoosten van het huidige Turkije en in de aangrenzende gebieden van het huidige Syrië en Libanon. De cultus was blijkbaar gebaseerd op de aanbidding van de sterren. De belangrijkste god was waarschijnlijk de Babylonische maangod Sin.
Er is weinig verifieerbare informatie over de sekte. Sin werd aanbeden in de vorm van een heilige steen in de hoofdtempel in Harran. Er kan een relatie worden aangenomen met de Babylonisch-Chaldeeuwse sterrenculten. Het is niet duidelijk wanneer de sektegemeenschap ontstond. In ieder geval bestond de Sin-cultus in Harran al in de zesde eeuw voor Christus, toen de Babylonische koning Nabonidus zich ertoe bekende. In de tweede eeuw na Christus werd de maangod blijkbaar Marilaha (godenkoning) genoemd, en zou hij heersen over de planetaire goden, die een bemiddelende rol speelden tussen de zonde en de mens. Vanaf toen lijken ten minste elementen van het Grieks-Romeinse polytheïsme te zijn opgenomen als onderdeel van een syncretisme. Tot de vierde eeuw aanbaden de Romeinse keizers in Harran de maangodin Selene. 
De religie kon zich doen gelden in het kerngebied rond Harran, zelfs na de veronderstelde vernietiging van de hoofdtempel in 382 na Christus onder keizer Theodosius I en de verklaring van het christendom als de enige toegestane religie in het Romeinse rijk. Het is mogelijk dat er nu een verband bestond met het neoplatonisme, aangezien volgens sommige onderzoekers de twee heidense filosofen Simplicius en Damascius zich rond 533 in Harran zouden hebben gevestigd en daar een school hadden kunnen stichten. Ook dit is echter niet zeker.
De gelovigen namen de naam Sabiërs pas aan in de negende eeuw toen ze door de Abbasidische kalief Al-Ma'moen werden geconfronteerd met twee mogelijkheden: óf de islam belijden (of een religie van het Boek die door de Koran wordt getolereerd) óf behandeld en bestreden te worden als heidenen. Net als de Mandeeërs noemden zij zichzelf voortaan "Sabiërs" of Sabeeërs, waarmee in de Koran waarschijnlijk de volgelingen van dopersgemeenschappen of de volgelingen van een Sabeeïsch-Jemenitische sterrencultus werden bedoeld, aangezien deze volgens de Koran soera 2.62 en soera 5.69 getolereerd moesten worden. Vanaf deze tijd is o.a. overgeleverd dat de Sabiërs drie keer per dag gebeden verrichtten, monogaam leefden, geen besnijdenis beoefenden, rituele wassingen uitvoerden en lang haar droegen.
Er is door christelijke en islamitische schrijvers op verschillende manieren beweerd dat de Sabiërs de duivel aanbaden. Als gevolg hiervan kwam de religieuze gemeenschap onder toenemende druk te staan. De resterende Sabiërs zijn in de twaalfde of dertiende eeuw opgegaan in de gemeenschap van Levantijnse Alawieten.
- Library of Congress Control Number: sh85059087
- TDVİA: sabiilik